# Inesperado Tour
Inesperado Tour es y sera una gira en conjunto entre los grupos femeninos mexicanos mas exitosos de todos los tiempos. Pandora y Flans. Ambos grupos con más de 39 años de trayectoria, reúnen sus mejores éxitos que las llevaron a convertirse en las dos agrupaciones más exitosas de los años 80 en español.
En la gira participan las tres integrantes originales de Pandora, Isabel Lascurain, Mayte Lascurain y Fernanda Meade. De Flans participan dos integrantes originales, Ilse Olivo y Mimí.
La gira comenzó  el 6 de noviembre de 2021 en Tijuana, México, en el Auditorio El Trompo consiguiendo un éxito total, continuando con fechas por México, Centroamérica, Sudamérica y Estados Unidos.
La segunda etapa del tour, denominada como +Inesperado Tour comenzó con dos shows en el Auditorio Nacional el 3 y 4 de octubre de 2024.
Teniendo una presentación en el festival del volcán, en el estado de colima el día 3 de junio del año 2023.

## Antecedentes
La idea estuvo por muchos años en la mente de empresarios y el público, más no en la de las integrantes de cada grupo, ya que precisaban que sus estilos eran totalmente diferentes, Pandora mucho más tranquilas con Baladas y Flans mucho más Pop y con bailes, pese a ello en el año 2010 Pandora invita a Flans a participar en su álbum de 25 aniversario Pandora de Plata  interpretando en conjunto "Las Mil y Una Noches" en una versión sinfónica, posteriormente a esto, Pandora de nueva cuenta, invita a las integrantes de Flans al Auditorio Nacional donde son un éxito rotundo. Pasados los años y durante la pandemia de Covid 19 las artistas junto con sus casas de representación comienzan a aterrizar la idea de realizar un gira en conjunto, en un principio con los mismos temores, al pensar en lo distinto que era cada grupo, pero al pasar del tiempo pudieron hacer una perfecta mancuerna entre, canto, baile y nostalgia.

## Repercusión
La gira ha tenido un éxito impresionante, con más de 6 agotados seguidos en las plazas más importantes de México, como lo son el Auditorio Nacional en la Ciudad de México, 2 en la Arena Monterrey, Guadalajara, Aguascalientes y Puebla. También se han presentado en Tijuana, Torreón, Morelia, Querétaro, Mérida y en Quito, Ecuador.
A pocas horas del lanzamiento del CD-DVD "Inesperado Tour" consiguió entrar en las listas de ventas de ITunes México en la posición 6 hasta llegar el 13 de diciembre al puesto número 1, en las listas de Mixup.com ascendió al puesto número 2 el 20 de diciembre.
En 2023 obtuvieron 6 Sould Outs consecutivos en Costa Rica el 28 de enero, Monterrey, Mexicali, en el Auditorio Nacional, Aguascalientes y Guadalajara.
| Lista                                 | Posición |
| ------------------------------------- | -------- |
| Los Mejores Álbumes de ITunes México  | 1        |
| Los álbumes más vendidos de Mixup.com | 2        |

## Setlist
| Inesperado Tour 2021-2024 |
| ------------------------- |

Esta lista de canciones corresponde al repertorio habitual de la gira, el cual no representa el repertorio de cada concierto otorgado durante la misma.
Pandora / Flans
1. Intro: «Cuando no estás conmigo» / «Me gusta ser sonrisa»
2. «Veinte millas»

Flans
1. «Giovanni Amore»
2. «Él no es un Rocky»
3. «Alma Gemela»

Pandora / Flans
1. «No puedo dejar de pensar en ti»

Pandora
1. «Medley: Cosas que nunca te dije / Ojalá / Alguien llena mi lugar / La usurpadora»
2. «Adiós amor»

Pandora / Flans
1. «Tiraré»
2. «Ni tú ni yo»

Flans
1. «Ay amor»
2. «Finge que no»

Pandora / Flans
1. «Medley Juan Gabriel: Debo hacerlo / Caray / Querida / Me nace del corazón»

Pandora
1. «Maldita primavera»
2. «Mi hombre»
3. «Sin él»

Flans
1. «A cada paso»
2. «Hoy por ti, mañana por mi»
3. «Me he enamorado de un fan»

Pandora
1. «Solo él y yo»
2. «Como una mariposa»

Flans
1. «Tímido»
2. «Corre corre»

Pandora / Flans
1. «Bazar»
2. «Nadie baila como tú / El Noa Noa»
3. «Debo hacerlo»
4. «Desde la trinchera»
5. «Cómo te va mi amor»
6. «No controles»
7. Encore: «Las mil y una noches / Con tu amor»

| +Inesperado Tour 2024- |
| ---------------------- |

Esta lista de canciones corresponde al repertorio habitual de la gira, el cual no representa el repertorio de cada concierto otorgado durante la misma.
Pandora / Flans
1. Intro: «Como una mariposa» / «Ésta noche no»
2. «Veinte millas»
3. «Hay que empezar desde abajo»
4. «Quédate a mi lado»
5. «No puedo dejar de pensar en ti»

Pandora
1. «Cuando no estás conmigo»

Flans
1. «Uhm Ah Oh»
2. «Alma Gemela»

Pandora
1. «Sólo él y yo»
2. «Medley: Matándome suavemente / Cosas que nunca te dije / Ni tú ni yo / Alguien llena mi lugar / La usurpadora»

Pandora / Flans
1. «Maldita primavera»
2. «Medley Juan Gabriel: Debo hacerlo / Caray / Querida / Me nace del corazón»
3. «Yo no te pido la luna»

Flans
1. «Ay amor»
2. «Finge que no»

Pandora
1. «Ojalá»
2. «Ya te olvidé»
3. «Sin él»

Flans
1. «We We»
2. «Hoy por ti, mañana por mi»
3. «Me he enamorado de un fan»
4. «Tímido»

Pandora
1. «Me vas a extrañar»
2. «Adiós amor»

Pandora / Flans
1. «Reggaeton Lento»
2. «Bazar»
3. «El Noa Noa»
4. «Corre, corre»
5. «Debo hacerlo»
6. «Cómo te va mi amor»
7. «No controles»
8. Encore: «Las mil y una noches / Con tu amor»

## Fechas
| 2021                     |                         |                                     |                                      |
| 6 de noviembre de 2021   | Tijuana                 | México                              | Audiorama El Trompo                  |
| 13 de noviembre de 2021  | Gómez Palacio           | México                              | Palenque Gómez Palacio               |
| 26 de noviembre de 2021  | Monterrey               | México                              | Arena Monterrey                      |
| 2022                     |                         |                                     |                                      |
| 11 de diciembre de 2022  | Quito                   | Ecuador                             | Arena Top Autocine                   |
| 3 de marzo de 2022       | Ciudad de México        | México                              | Auditorio Nacional                   |
| 31 de marzo de 2022      | Guadalajara             | México                              | Auditorio Telmex                     |
| 19 de abril de 2022      | Aguascalientes          | México                              | Foro de las Estrellas                |
| 29 de abril de 2022      | Monterrey               | México                              | Arena Monterrey                      |
| 6 de mayo de 2022        | Puebla                  | México                              | Auditorio GNP Seguros                |
| 7 de mayo de 2022        | Morelia                 | México                              | Plaza de Toros Monumental de Morelia |
| 5 de junio de 2022       | Querétaro               | México                              | Estadio Olímpico                     |
| 17 de junio de 2022      | Mérida                  | México                              | Foro GNP Seguros                     |
| 1 de julio de 2022       | Nuevo Cuscatlan         | El Salvador                         | Salamanca                            |
| 2 de julio de 2022       | Guatemala               | Guatemala                           | Fórum Majadas                        |
| 6 de agosto de 2022      | Tampico                 | México                              | Expo Tampico                         |
| 13 de agosto de 2022     | San Luis Potosí         | México                              | Palenque de la Fenapo                |
| 18 de agosto de 2022     | Guayaquil               | Ecuador                             | Centro de Convenciones Guayaquil     |
| 19 de agosto de 2022     | Medellín                | Colombia                            | Plaza de Toros La Macarena           |
| 20 de agosto de 2022     | Bogotá                  | Colombia                            | Centro de Eventos Autopista Norte    |
| 26 de agosto de 2022     | Tegucigalpa             | Honduras                            | Coliseum Nacional de Ingenieros      |
| 27 de agosto de 2022     | San Pedro Sula          | Honduras                            | Expocentro                           |
| 3 de septiembre de 2022  | Ciudad Juárez           | México                              | Estadio Carta Blanca                 |
| 17 de septiembre de 2022 | Chihuahua               | México                              | Expo Chihuahua                       |
| 23 de septiembre de 2022 | Ciudad de México        | México                              | Arena Ciudad de México               |
| 30 de septiembre de 2022 | Toluca                  | México                              | Teatro Morelos                       |
| 7 de octubre de 2022     | Veracruz                | México                              | World Trade Center                   |
| 15 de octubre de 2022    | Tijuana                 | México                              | Audiorama el Trompo                  |
| 22 de octubre de 2022    | Cancún                  | México                              | Plaza de Toros                       |
| 10 de noviembre de 2022  | Chihuahua               | México                              | Expo Feria Ganadera                  |
| 18 de noviembre de 2022  | Coahuila                | México                              | Coliseo Centenario                   |
| 20 de noviembre de 2022  | Tlaxcala                | México                              | Teatro del Pueblo                    |
| 25 de noviembre de 2022  | León                    | México                              | Poliforum León                       |
| 2 de diciembre de 2022   | Hermosillo              | México                              | Hipódromo de Hermosillo              |
| 3 de diciembre de 2022   | Ciudad Obregón          | México                              | Arena Itson                          |
| 9 de diciembre de 2022   | Tabasco                 | México                              | Teatro al Aire Libre                 |
| 17 de diciembre de 2022  | Los Mochis              | México                              | Centro de Usos Múltiples CUM         |
| 2023                     |                         |                                     |                                      |
| 28 de enero de 2023      | San José                | Costa Rica                          | Estadio Nacional                     |
| 3 de febrero de 2023     | Monterrey               | México                              | Arena Monterrey                      |
| 11 de febrero de 2023    | Mexicali                | México                              | Auditorio PSF                        |
| 17 de febrero de 2023    | Ciudad de México        | México                              | Auditorio Nacional                   |
| 24 de febrero de 2023    | Aguascalientes          | México                              | Palenque de la Feria                 |
| 25 de febrero de 2023    | Guadalajara             | México                              | Auditorio Telmex                     |
| 03 de marzo de 2023      | Tequisquiapan           | México                              | Teatro del Pueblo                    |
| 11 de marzo de 2023      | Managua                 | Nicaragua                           | Polideportivo Alexis Arguelles       |
| 25 de marzo de 2023      | Culiacán                | México                              | Estacionamiento Estadio Tomateros    |
| 01 de abril de 2023      | Tampico                 | México                              | Palenque Expo Tam                    |
| 10 de mayo de 2023       | Valle de Bravo          | México                              | Jardín Central                       |
| 11 de mayo de 2023       | Saltillo                | México                              | Auditorio Parque de las Maravillas   |
| 13 de mayo de 2023       | Reynosa                 | México                              | Parque de Béisbol Adolfo L. Mateos   |
| 16 de mayo de 2023       | Riviera Nayarit         | México                              | Hotel Conrad Punta de Mita           |
| 20 de mayo de 2023       | Mérida                  | México                              | Foro GNP                             |
| 26 de mayo de 2023       | Chihuahua               | México                              | Palenque Sta Rita Feria              |
| 03 de junio de 2023      | Colima                  | México                              | Jardín Libertad                      |
| 15 de junio de 2023      | Guadalupe               | México                              | Domo Care                            |
| 23 de junio de 2023      | Orizaba                 | México                              | Auditorio Metropolitano              |
| 24 de junio de 2023      | Xalapa                  | México                              | Gimnasio Nido del Halcón             |
| 21 de julio de 2023      | Pachuca                 | México                              | Auditorio Explanada                  |
| 23 de julio de 2023      | Durango                 | México                              | Teatro del Pueblo La Velaria         |
| 27 de julio de 2023      | Ciudad Valles           | México                              | Teatro de la Fenahuap                |
| 29 de julio de 2023      | Mazatlán                | México                              | Centro Usos Múltiples                |
| 31 de julio de 2023      | Tlapacoyan              | México                              | Teatro del Pueblo                    |
| 03 de agosto de 2023     | Nuevo Vallarta          | México                              | Centro de Convenciones Hotel Vidanta |
| 13 de agosto de 2023     | San Luis Potosí         | México                              | Teatro del Pueblo                    |
| 15 de septiembre de 2023 | Tijuana                 | México                              | Audiorama El Trompo                  |
| 23 de septiembre de 2023 | Peña de Bernal          | México                              | Vendimia Puertas de la Peña          |
| 29 de septiembre de 2023 | Puebla                  | México                              | Auditorio GNP                        |
| 30 de septiembre de 2023 | Minatitlán              | México                              | Centro Convenciones                  |
| 05 de octubre de 2023    | San Miguel de Allende   | México                              | Teatro del Pueblo                    |
| 07 de octubre de 2023    | Tequesquitengo          | México                              | Jardines de México                   |
| 14 de octubre de 2023    | Querétaro               | Auditorio Josefa Ortiz de Domínguez |                                      |
| 17 de octubre de 2023    | Panamá                  | Panamá                              | Teatro Anayansi                      |
| 20 de octubre de 2023    | Cali                    | Colombia                            | Arena Cañaveralejo                   |
| 21 de octubre de 2023    | Medellín                | Colombia                            | Aeroparque Juan Pablo II             |
| 27 de octubre de 2023    | Ciudad de México        | México                              | Arena CDMX                           |
| 28 de octubre de 2023    | Acapulco                | México                              | Fórum Imperial                       |
| 25 de noviembre de 2023  | Oaxaca                  | México                              | Auditorio de la Guelaguetza          |
| 13 de Marzo de 2024      | Santa Cruz de la Sierra | Bolivia                             | Sonilum Arena                        |
| 14 de Marzo de 2024      | Cochabamba              | Bolivia                             | Fexco Arena                          |